# Leichtathletik-Weltmeisterschaften 2022/Teilnehmer (Tunesien)
| Gelbes Symbol für Goldmedaillen mit stilisierten Olympischen Ringen | Graues Symbol für Silbermedaillen mit stilisierten Olympischen Ringen | Braundes Symbol für Bronzemedaillen mit stilisierten Olympischen Ringen |
| ------------------------------------------------------------------- | --------------------------------------------------------------------- | ----------------------------------------------------------------------- |
| –                                                                   | –                                                                     | –                                                                       |

Der Leichtathletikverband von Tunesien nahm an den Leichtathletik-Weltmeisterschaften 2022 in Eugene teil. Eine Athletin und vier Athleten wurden vom tunesischen Verband nominiert.

## Ergebnisse

### Männer

#### Laufdisziplinen
| Athlet                | Disziplin        | Vorlauf     | Vorlauf | Halbfinale  | Halbfinale | Finale | Finale |
| Athlet                | Disziplin        | Zeit        | Platz   | Zeit        | Platz      | Zeit   | Platz  |
| --------------------- | ---------------- | ----------- | ------- | ----------- | ---------- | ------ | ------ |
| Mohamed Farès Jelassi | 400 m            | DNS         | DNS     | –           | –          | –      | –      |
| Abdessalem Ayouni     | 800 m            | 1:46,59 min | 23      | 1:46,08 min | 12         | DNQ    | DNQ    |
| Ahmed Jaziri          | 3000 m Hindernis | 8:28,28     | 26      |             |            | DNQ    | DNQ    |
| Mohamed Amin Jhinaoui | 3000 m Hindernis | 8:22,00     | 18      |             |            | DNQ    | DNQ    |

### Frauen

#### Laufdisziplinen
| Athletin        | Disziplin        | Vorlauf     | Vorlauf | Halbfinale | Halbfinale | Finale      | Finale |
| Athletin        | Disziplin        | Zeit        | Platz   | Zeit       | Platz      | Zeit        | Platz  |
| --------------- | ---------------- | ----------- | ------- | ---------- | ---------- | ----------- | ------ |
| Marwa Bouzayani | 3000 m Hindernis | 9:12,14 min | 03      |            |            | 9:20,92 min | 09     |